# میلروی (مینه‌سوتا)
میلروی، مینه‌سوتا (به انگلیسی: Milroy, Minnesota) یک شهر در ایالات متحده آمریکا است که در شهرستان ردوود، مینه‌سوتا واقع شده‌است.

## خصوصیات
میلروی ۰٫۶۷ کیلومترمربع مساحت و ۲۵۲ نفر جمعیت دارد و ۳۳۸ متر بالاتر از سطح دریا واقع شده‌است.